# Mei (Overwatch)
 (septembre 2022).
La mise en forme du texte ne suit pas les recommandations de Wikipédia : il faut le « wikifier ».
Les points d'amélioration suivants sont les cas les plus fréquents. Le détail des points à revoir est peut-être précisé sur la page de discussion.
- Les titres sont pré-formatés par le logiciel. Ils ne sont ni en capitales, ni en gras.
- Le texte ne doit pas être écrit en capitales (les noms de famille non plus), ni en gras, ni en italique, ni en « petit »…
- Le gras n'est utilisé que pour surligner le titre de l'article dans l'introduction, une seule fois.
- L'italique est rarement utilisé : mots en langue étrangère, titres d'œuvres, noms de bateaux, etc.
- Les citations ne sont pas en italique mais en corps de texte normal. Elles sont entourées par des guillemets français : « et ».
- Les listes à puces sont à éviter, des paragraphes rédigés étant largement préférés. Les tableaux sont à réserver à la présentation de données structurées (résultats, etc.).
- Les appels de note de bas de page (petits chiffres en exposant, introduits par l'outil «  Source ») sont à placer entre la fin de phrase et le point final[comme ça].
- Les liens internes (vers d'autres articles de Wikipédia) sont à choisir avec parcimonie. Créez des liens vers des articles approfondissant le sujet. Les termes génériques sans rapport avec le sujet sont à éviter, ainsi que les répétitions de liens vers un même terme.
- Les liens externes sont à placer uniquement dans une section « Liens externes », à la fin de l'article. Ces liens sont à choisir avec parcimonie suivant les règles définies. Si un lien sert de source à l'article, son insertion dans le texte est à faire par les notes de bas de page.
- La présentation des références doit suivre les conventions bibliographiques. Il est recommandé d'utiliser les modèles {{Ouvrage}}, {{Chapitre}}, {{Article}}, {{Lien web}} et/ou {{Bibliographie}}. Le mode d'édition visuel peut mettre en forme automatiquement les références.
- Insérer une infobox (cadre d'informations à droite) n'est pas obligatoire pour parachever la mise en page.

Pour une aide détaillée, merci de consulter Aide:Wikification.
Si vous pensez que ces points ont été résolus, vous pouvez retirer ce bandeau et améliorer la mise en forme d'un autre article.
Pour les articles homonymes, voir Mei.
| Mei-Ling-Zhou |
| --- |
| Chinois Traditionnel 周美靈 Chinois Simplifié 周美灵 Pinyin Zhōu Měilíng                                                                    |
| Transcriptions |
| Mandarin standard |
| Hanyu pinyin Zhōu Měilíng Bopomofo ㄓㄡ ㄇㄟˇ ㄌㄧㄥˊ Romanisation Wade-Giles Chou1 Mei3-ling2 Transcription phonétique [ʈʂóʊ mèɪ.lǐŋ]      |
| Cantonais |
| Romanisation Yale Jāu Méih Lìhng Jyutping Zau1 Mei5-ling4 Romanisation Hong-Kong Chau Mei-ling Transcription phonétique [t͡sɐu˥ mei˩˧ lɪŋ˨˩] |

Mei (Chinois simplifié : 美 ; Chinois traditionnel : 小美 ; Pinyin Xiǎo Měi : lit.'Petite Mei' à Taiwan), nom complet : Dr Mei-Ling Zhou (Chinois simplifié :  周美灵 ; Chinois traditionnel : 周美靈 ; Pinyin : Zhōu Měilíng) est un personnage jouable apparaissant dans le jeu vidéo Overwatch paru en 2016. Overwatch est un jeu de tir à la première personne en équipe développé par Blizzard Entertainment. Mei apparaît également dans des médias connexes à Overwatch, et est aussi disponible en tant que personnage jouable dans Heroes of the Storm, jeu d'arène de bataille en ligne multijoueur mélant différents univers de Blizzard Entertainment. 
Mei est une climatologue et aventurière chinoise originaire de Xi'an.
La comédienne chinoise Yu « Elise » Zhang prête sa voix a Mei dans les versions anglaise et chinoise d'Overwatch.
En français Mei est doublée par la comédienne Adeline Chetail.

## Développement et conception
Mei est présentée au public pour la première fois en octobre 2015 lors de la BlizzCon aux côtés de D.Va et Genji. Elle est l'un des derniers héros introduits dans Overwatch avant sa sortie officielle. À la base, Blizzard voulait créer un héros qui utilise le givre pour se défendre. À cette époque, la nationalité du héros n'est pas encore décidée, mais les concepteurs pensent d'abord à un personnage canadien. L'équipe de conception a finalement décidé d'en faire un héros chinois après avoir été impressionnée par les sculptures de glace et de neige de Harbin en Chine,. 
Sa conception initiale était orientée vers l'idée d'une chasseuse de primes nommée « Frostbite, utilisant la glace pour piéger ses proies. Cependant, au fur et à mesure du développement de son style artistique, l'équipe fut inspirée par l'image d'un « scientifique mignon et intello » qui leur plaisait beaucoup. Ce choix leur permet de montrer que même des gens ordinaires peuvent trouver les ressources pour devenir des héros et rejoindre l'équipe Overwatch.
L'une des phrases de provocation au combat du personnage de Mei a été ajoutée au jeu après avoir été inspirée par inadvertance lors d'une session d'enregistrement avec Zhang. La comédienne venait de rater une ligne et avait dit à Michael Chu, scénariste principal d'Overwatch, ainsi qu'à l'ingénieur du son « désolée, désolée, désolée ». Chu pense alors que c'est une excellente idée et ajoute cette phrase ainsi que d'autres pour que Mei s'excuse, de manière sincère ou sarcastique, pour ses actions dans le jeu.

## Style de jeu
Mei est armée d'un canon endothermique pour geler ses ennemis sur place avec un rayon de glace à courte portée. Elle peut aussi attaquer à longue distance en tirant un stalactite gelé. 
Mei peut également se servir de son arme pour s'enfermer dans un bloc de glace, la rendant invulnérable et lui permettant de guérir ses blessures, ainsi que pour ériger des murs de glace temporaires utilisables de bien des façons, la première étant de bloquer ses ennemis. 
Sa capacité ultime, nommée « Blizzard », lui permet de faire appel à Flocon, son drone de manipulation climatique personnel, pour geler tous ses ennemis dans une large zone.
Les concepteurs d'Overwatch 2 ont déclaré que pour ce nouvel opus, les capacités de Mei seront modifiées pour coller au nouveau style de jeu qu'ils souhaitent mettre en place. Le rayon de glace de Mei continuera de ralentir les ennemis tout en leur infligeant des dégâts, mais ne les gèlera plus sur place.

## Apparitions

### Overwatch
Dans le jeu, Mei est employée par l'organisme Overwatch pour déterminer la cause du changement climatique, qui a été largement imputé à l'industrie, à la croissance de la population omniaque et à une plus forte consommation des ressources naturelles. Mais alors qu'ils sont déployés sur la base de l'Overwatch « Ecolab » en Antarctique, Mei et les autres scientifiques sont piégés par une tempête polaire qui endommage leur équipement. Manquant de ressources suffisantes pour attendre un sauvetage, ils décident d'entrer en cryostase. Près de dix années passent avant que Mei ne soit retrouvée. C'est la seule survivante. À ce moment-là, Overwatch a disparu et toutes les bases mises en place pour surveiller la crise climatique ont cessé de fonctionner. Mei choisit de poursuivre le travail seule, accompagnée de Flocon. 
Mei est le personnage principal du court métrage d'animation « Le réveil », sorti lors de la présentation de l'entreprise Blizzard Entertainments à la convention de jeux vidéos Gamescom en août 2017. Le court métrage est une version complète et animée de l'histoire d'origine de Mei.

### Heroes of the Storm
Mei a été ajoutée en tant que personnage jouable au jeu d'arène de bataille en ligne multijoueur Heroes of the Storm en juin 2020. Dans ce jeu, elle conserve la plupart des capacités qui lui sont emblématiques dans Overwatch, bien qu'elle soit ici classée comme un « tank » et qu'elle possède des capacités de combat supplémentaires.

## Avis du Public
En tant que premier héros chinois d'Overwatch, Mei a vite suscité l'intérêt de nombreux joueurs en Chine. Certains joueurs Chinois considèrent que le passé de Mei, combiné à sa phrase fétiche « Notre monde vaut la peine qu'on se batte pour lui » nous donnent une image positive d'une femme déterminée à protéger le monde. La silhouette de Mei a suscité des critiques en raison de sa veste épaisse qui la rend plus large que la plupart des autres héros féminins d'Overwatch. Arnold Tsang, directeur artistique adjoint du jeu, argue que Mei travaille dans les régions polaires et qu'elle doit donc porter des vêtements épais pour se prémunir du froid.
À l'occasion des de l’événement des vacances d'hiver 2016, un nouveau mode de jeu centré sur Mei a été ajouté, appelé « Opération boule de neige », chaque joueur contrôlant Mei. Ses capacités — la cryostase et le mur de glace — restent inchangées, mais son arme, elle, est remplacée par un lanceur de boules de neige à un coup qui tue instantanément lorsqu'il touche un adversaire non protégé. Le canon peut être rechargé en trouvant l'un des petit tas de neige apparaissant au hasard sur la carte. La capacité ultime de Mei lui permet quant à elle de tirer des boules de neiges à l'infini sans recharger pendant quelques secondes. 
En complément, Blizzard crée un nouveau modèle Légendaire (le rang le plus rare) pour Mei qui peut être obtenu lors de cet événement. Le modèle modifiait le traditionnel bloc de glace de la cryostase en bonhomme de neige. Les joueurs ont critiqué cette nouvelle apparence qu'ils ne jugeaient pas suffisamment intéressantes pour être qualifiée de légendaire, puisqu'il ne s'agissait que d'une copie de son apparence de base avec une capuche en fourrure et un outil à sa taille. Jeff Kaplan a reconnu cette erreur, déclarant: « Nous avons fait confiance à notre instinct en nous basant sur ce que nous pensions être cool. Le fait qu'une chose soit cool ou non est une idée très subjective et basée sur la réaction de la communauté, il semble que nous nous soyons trompé cette fois. » 
Avant le lancement de la saison 2021 de l'Overwatch League, un nouveau modèle pour Mei a été ajouté. Basé sur le style des uniformes d'arts martiaux mixtes (MMA), ce modèle est nommé « MM-Mei ». Le modèle donne à Mei des cornrows, une coiffure commune aux personnes d'ascendance africaine, mais qui a également été utilisée par la combattante chinoise de MMA Zhang Weili et d'autres personnes non africaines. Les joueurs ont critiqué le modèle comme une appropriation culturelle car il existe d'autres types de coiffures tressées utilisées par des combattantes de MMA que Blizzard aurait pu utiliser à la place. Qui plus est, Overwatch n'avait pas encore présenté de personnage féminin d'origine africaine pour qui cette coiffure serait plus adaptée ,.

### Utilisation par les manifestants et partisans de Hong Kong
Le 6 octobre 2019, Blizzard a suspendu le joueur professionnel de Hearthstone Chung « Blitzchung » Ng Wai en raison de ses déclarations en faveur des manifestations en cours à Hong Kong lors d'une interview en direct des Grandmasters. Blizzard affirmait que Blitzchung avait enfreint les règles liées au comportement et au respect de l'image de l'entreprise. Les actions de Blizzard ont été critiquées dans le monde entier. Dans le cadre des manifestations, les activistes de Hong Kong mais aussi d'autres personnes ont commencé à détourner l'image de Mei en tant que partisane des manifestations afin de montrer un front uni contre la décision de Blizzard.